# Barranquilla FC
Barranquilla FC ist ein 2004 gegründeter kolumbianischer Fußballverein aus Barranquilla. Seit 2005 spielt der Verein in der Categoría Primera B.

## Geschichte

Altes Logo

Barranquilla FC gilt als Talentschmiede für den Traditionsverein aus Barranquilla, Junior, der sportliche und logistische Unterstützung bietet. Bekannte Spieler wie Carlos Bacca und Teófilo Gutiérrez, die später für Junior spielten, machten bei Barranquilla FC auf sich aufmerksam. Auch in der Verwaltung des Clubs gibt es Überschneidungen mit Junior.
Das erste Mal für die Gruppenphase qualifizierte sich der Verein im Torneo Finalización 2008, ohne aber das Finale zu erreichen.
In der Apertura 2017 war Barranquilla mit einem neunten Platz nah am Erreichen der Finalrunde. Nach der Apertura verließ der seit 2013 amtierende Trainer Arturo Reyes den Verein und wechselte zu Junior. Sein Nachfolger wurde der vorherige Co-Trainer Roberto Peñaloza. Die Finalización 2017 war die bislang erfolgreichste Halbserie in der Geschichte des Vereins. Die Ligaphase wurde auf dem ersten Platz abgeschlossen. Im anschließenden Viertelfinale schied Barranquilla FC aber gegen Cúcuta Deportivo aus. In der Saison 2018 verpasste Barranquilla auf dem zehnten Platz den Einzug in die Finalrunde. In der Apertura 2019 zog Barranquilla FC als Vierter der Ligaphase in die Finalrunde ein, wurde dann aber Gruppenletzter und verpasste somit den Einzug in das Finale um die Halbserienmeisterschaft. Der Trainer Peñaloza wechselte im Juni 2019 zu Junior, um Co-Trainer von Julio Comesaña zu werden. Nachfolger wurde Everth Salas.

## Stadion
Barranquilla FC absolviert seine Heimspiele im Estadio Romelio Martínez in Barranquilla, dem alten Stadion von Junior. Das Stadion hat eine Kapazität von etwa 20.000 Plätzen. Von 2015 bis 2018 trug Barranquilla FC seine Heimspiele im größeren Estadio Metropolitano Roberto Meléndez aus, während das Estadio Romelio Martínez renoviert wurde.

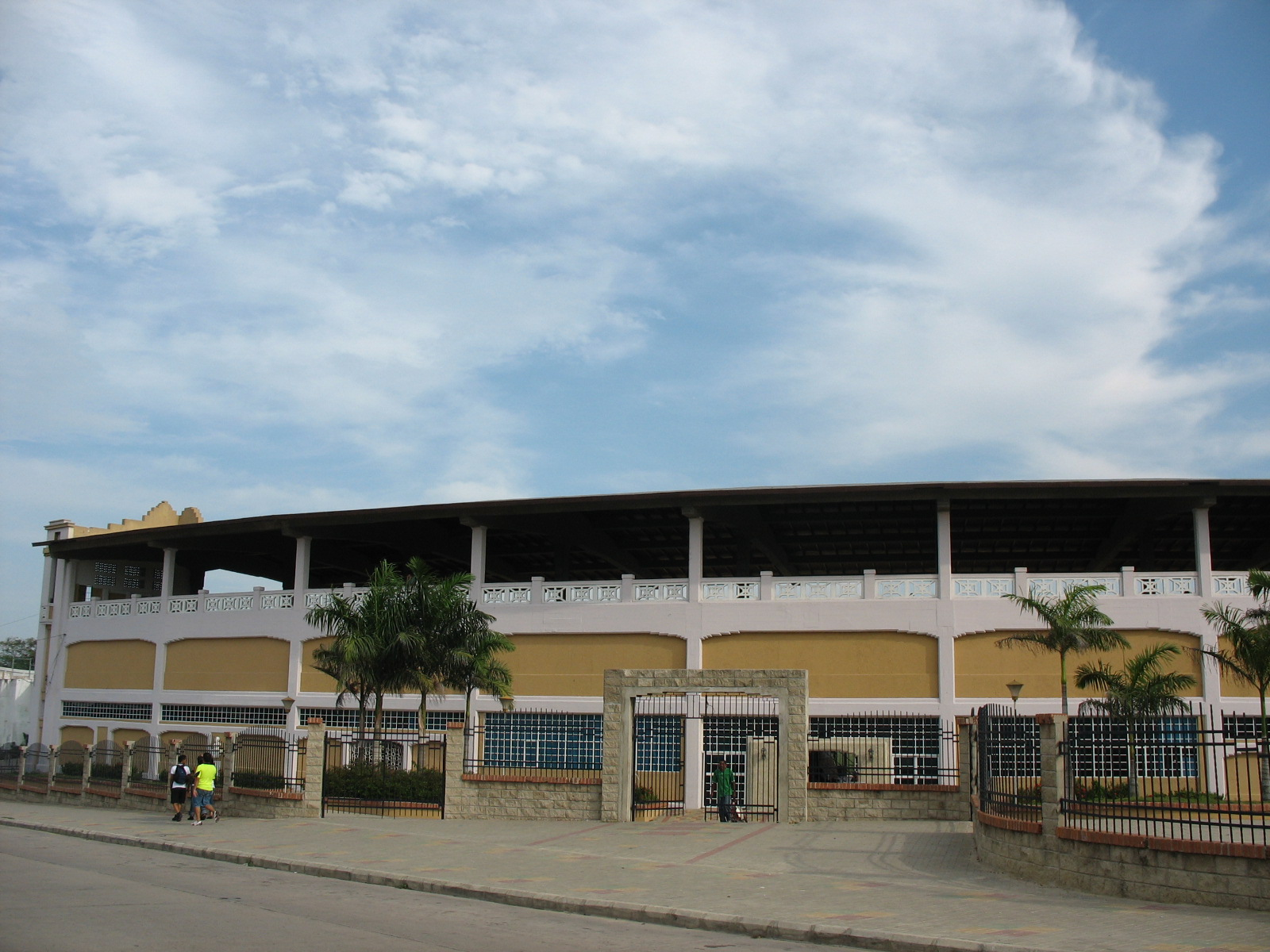
Estadio Romelio Martínez
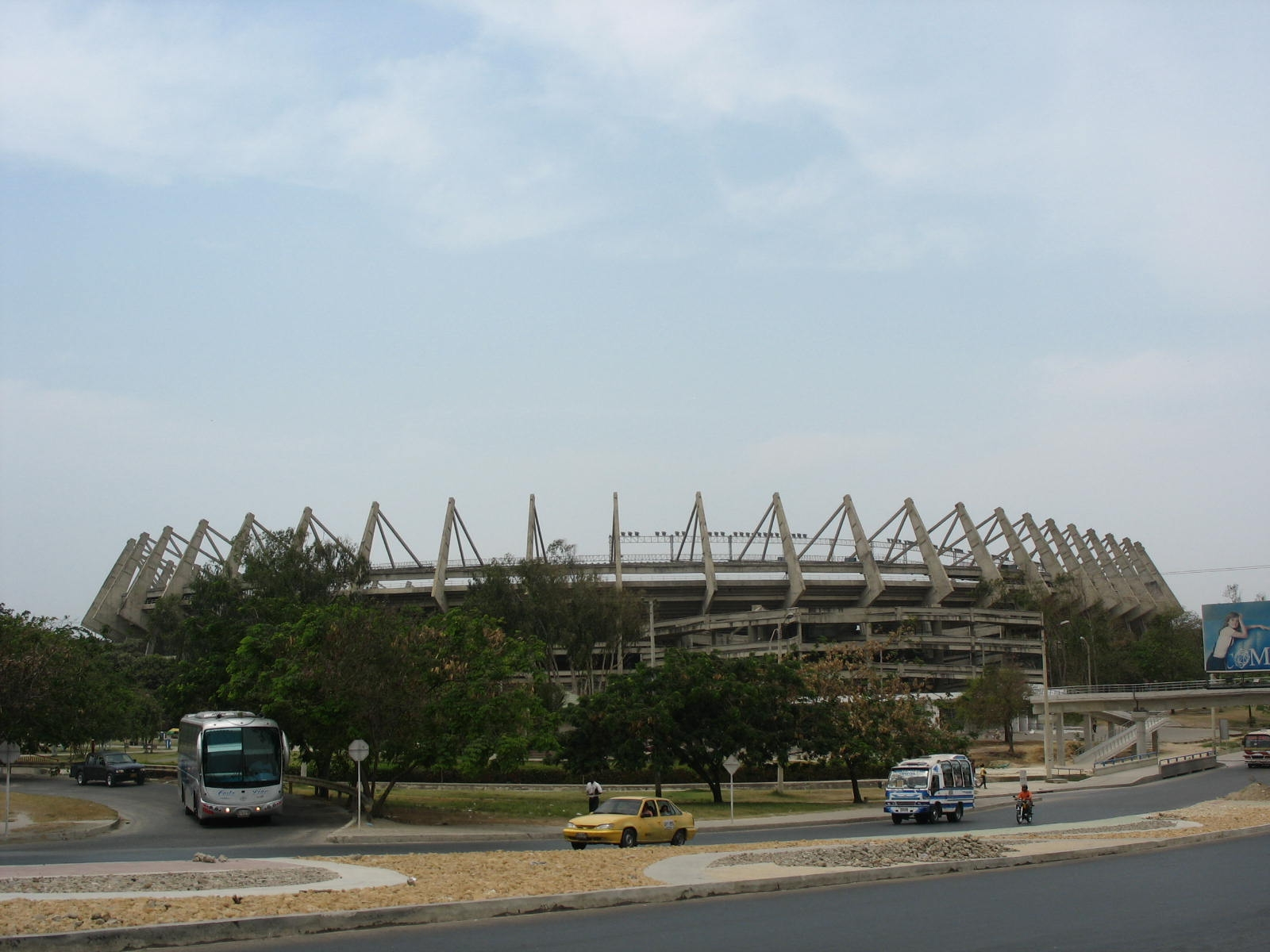
Estadio Metropolitano Roberto Meléndez

## Sportlicher Verlauf
| Saisondaten seit 2005 | Saisondaten seit 2005 | Saisondaten seit 2005 | Saisondaten seit 2005 |
| Spielzeit             | Liga                  | Platz                 | Finalrunde            |
| --------------------- | --------------------- | --------------------- | --------------------- |
| 2005                  | Copa Premier          | 14.                   | -                     |
| 2006-I                | Copa Premier          | 9. Gruppe A           | -                     |
| 2006-II               | Copa Premier          | 3. Gruppe B           | -                     |
| 2007-I                | Copa Premier          | 5. Gruppe A           | -                     |
| 2007-II               | Copa Premier          | 8. Gruppe B           | -                     |
| 2008-I                | Copa Premier          | 7. Gruppe A           | -                     |
| 2008-II               | Copa Premier          | 1. Gruppe B           | 3. Gruppe B           |
| 2009-I                | Copa Premier          | 8. Gruppe A           | -                     |
| 2009-II               | Copa Premier          | 6. Gruppe A           | -                     |
| 2010                  | Torneo Postobón       | 18.                   | -                     |
| 2011-I                | Torneo Postobón       | 16.                   | -                     |
| 2011-II               | Torneo Postobón       | 17.                   | -                     |
| 2012-I                | Torneo Postobón       | 17.                   | -                     |
| 2012-II               | Torneo Postobón       | 17.                   | -                     |
| 2013-I                | Torneo Postobón       | 17.                   | -                     |
| 2013-II               | Torneo Postobón       | 18.                   | -                     |
| 2014-I                | Torneo Postobón       | 12.                   | -                     |
| 2014-II               | Torneo Postobón       | 18.                   | -                     |
| 2015                  | Torneo Águila         | 14.                   | -                     |
| 2016                  | Torneo Águila         | 12.                   | -                     |
| 2017-I                | Torneo Águila         | 9.                    | -                     |
| 2017-II               | Torneo Águila         | 1.                    | Viertelfinale         |
| 2018                  | Torneo Águila         | 10.                   | -                     |
| 2019-I                | Torneo Águila         | 4.                    | 4. Gruppe A           |
| 2019-II               | Torneo Águila         | 15.                   | -                     |
| 2020                  | Torneo BetPlay        | 16.                   | -                     |
| 2021-I                | Torneo BetPlay        | 15.                   | -                     |
| 2021-II               | Torneo BetPlay        | 10.                   | -                     |
| 2022-I                | Torneo BetPlay        | 13.                   | -                     |

## Trainerhistorie
| - Everth Salas (2019–) - Roberto Peñaloza (2017–2019) - Arturo Reyes (2013–2017) - Richard Garcés (2012–2013) | - Luis Grau (2011–2012) - Alex de Alba (2009–2010) - David Pinillos (2006–2008) - Fernel Díaz (2005–2006) |

## Ehemalige Spieler
- Carlos Bacca
- Teófilo Gutiérrez